# Ta Kokkina fanaria
Ta Kokkina fanaria é um filme de drama grego de 1963 dirigido e escrito por Vasilis Georgiadis. Foi indicado ao Oscar de melhor filme estrangeiro na edição de 1964, representando a Grécia.

## Elenco
- Tzeni Karezi - Eleni Nicoleskou
- Giorgos Foundas - Michailos
- Dimitris Papamichael - Petros
- Alexandra Ladikou - Anna Georganta
- Manos Katrakis - Captain Nicholas
- Mary Chronopoulou - Mary Pana
- Phaedon Georgitsis - Angelos
- Despo Diamantidou - Madam Pari
- Eleni Anousaki - Myrsine
- Katerina Helmy - Marina Georgiadou
- Kostas Kourtis - Doris
- Yro Kyriakaki - Katerina